# 에스엠라이프디자인그룹
(주)에스엠라이프디자인그룹(SM Life Design Group)은 인쇄 제조 및 물류 대행, 스튜디오 임대 사업을 영위하고 있다.
주요 매출은 앨범 인쇄에서 발생하며, 주요 거래처는 SM 엔터테인먼트이다.

## 연혁
- 1998.12 설립
- 2002.05 코스닥 상장
- 2016.06 최대주주변동 (NZKD One Investment Group - 에프엔씨엔터테인먼트)
- 2016.06 상호변경 (케이디미디어 - 에프엔씨애드컬쳐)
- 2018.05 최대주주변동 (에프엔씨엔터테인먼트 - 에스엠엔터테인먼트)
- 2018.05 상호변경 (에프엔씨애드컬쳐 - 에스엠라이프디자인그룹)
- 2019.04 비컨홀딩스 지분 취득 (100%)
- 2019.04 토마틸로코리아 지분 취득 (100%)
- 2019.05 모아엘앤비인터내셔널 지분 취득 (100%)
- 2019.06 필름부티크 지분 매각
- 2019.10 비컨홀딩스, 토마틸로코리아 흡수합병
- 2019.10 특수인쇄 사업부문 매각
- 2020.03 대표이사 변경 (한세민 - 신숭복)
- 2021.05 지배구조변경
- 2022.01 대표이사 변경 (신숭복 - 탁영준)
- 2022.12 스튜디오 부지 취득
- 2023.03 카카오 계열 편입
- 2023.12 비컨홀딩스 지분 매각
- 2024.12 SM스튜디오 개관
- 2025.03 대표이사 변경 (탁영준 - 남화민, 박준영)

## 지배구조
| 주주명     | 지분율 |
| ---------- | ------ |
| SM Studios | 29.29% |
| 기타       | 70.71% |

## 사업분야

### 음반제작
DVD에서 일반 음반까지 전 세계에서 인정받고 있는 K-POP 앨범 제작의 노하우를 만나볼 수 있다.

### 인쇄 부문
일반/공연 앨범, 화보집, SMini/스마트 앨범, 시즌 그리팅, 썸머패키지 외 일반 패키지 인쇄물(캘린더, 다이어리, 쇼핑백 등)의 인쇄 후 이루어지는 제작 공정의 품질을 높이는 데 심혈을 기울이고 있습니다. 인쇄용지, 후가공 및 인쇄 설비 관련 원부자재 검토 및 제안으로 원가 경쟁력을 확보하고 있으며, 자사에 구축된 인쇄 설비를 기반으로 외주 생산 비율을 줄이고 자사의 직접 생산율을 높여, 보다 많은 수익 창출을 위한 노력을 할 것입니다. 특히, 제작 원가 절감, Design Data Management, 인쇄 및 제작 공정의 품질관리, 제작 일정 등의 업무 효율성을 높일 것입니다.
일반 인쇄
카탈로그, 브로슈어, 리플렛 등 모든 인쇄물의 인쇄 과정부터 후가공, 납품까지 최선의 노력으로 고품질화를 실현.
UV 특수 인쇄
금지, 은지, PP, PET 인쇄 등 퀄리티를 요하는 UV 인쇄와 별색인쇄, 로스를 줄일 수 있는 효율성과 원가 경쟁력을 갖춤.
디지털 인쇄
낱장, 명함 인쇄 등 소량이나 급하신 고객님을 위해 최상의 시스템으로 빠르고 정확한 고객 맞춤 서비스를 제공.
기획 및 디자인
최고의 브랜딩을 위한 기획, 디자인 및 마케팅으로 비즈니스 경쟁력을 구축.
패키지
지류 및 원단의 특성 연구, 지기 구조의 다각화를 고민하며 불량 요인들을 사전에 파악하여 최고의 품질을 확보.
후가공
코팅, 금박, 톰슨, 접착, 양장 제본, 무선제본, 싸바리 등

### 스튜디오 부문
SM엔터테인먼트 그룹의 창조적 제작 공간으로서, 차세대 영상 제작의 솔루션을 제공할 수 있는 CT(문화기술)의 확장된 개념이자, SMCU를 구현할 수 있는 기반 인프라 공간을 구축하여, 글로벌 리딩 콘텐츠를 제작할 수 있는 창작자들이 함께 어우러지는 이노베이션 공간으로 기능하고자 한다.

### 물류 부문
SM그룹 내외 앨범, MD 굿즈 상품의 물류 보관, 유통 관리(입고/출고) 및 수배송 서비스를하고 있으며, 해외 배송 역할도 위탁운영하고 있다. 물류 노하우를 담은 전산시스템을 기반으로 한 최상의 서비스와 최적의 물류비용으로 운영사의 니즈에 부응하고 있다.

### 와인 유통 부문
2011년도에 설립된 (주)모아엘앤비인터내셔널은 프리미엄 와인 브랜드인 이모스(emos) 와인을 독점 수입해오고 있다. 이모스 와인은 미국 캘리포니아의 나파밸리, 러시안 리버밸리, 테메큘라 밸리, 프랑스 보르도, 이탈리아 토스카나 등 최적의 재배 환경을 갖춘 와이너리에서 검증된 전문성과 노하우를 지닌 와인메이커들의 생산과정 관리와 블렌딩을 거쳐 제작된다. 길지 않은 역사에도 불구하고 국내외 와인 전문가, 애호가들 사이에서 커다란 호응을 얻고 마니아층을 형성하며 인지도를 높여가고 있다. 향후 고품질의 이모스 와인의 공급 확대를 적극적으로 추진할 예정이다.

## 이전 사업 부문

### 영화·콘텐츠 사업
판권수주, 기획, 제작, 유통까지 모든 단계를 아우르며 국내 DVD와 Blu-ray, 4K UHD 등의 물리매체를 통해 N.E.W, 쇼박스, 워너 브러더스 코리아, 판씨네마 등에서 배급하는 양질의 작품을 소장할 수 있는 기회를 고객들에게 제공한다. 더불어 아티스트와 콜라보레이션을 통해 MD 상품을 개발, 제작, 유통하고 있으며 국내 콘텐츠 산업의 활성화를 위해 가치 있는 콘텐츠를 보급하고, 그 진출의 발판이 되는 플랫폼을 구축하고 있다.

### MD
- 2017 마마무 시즌그리팅
- 2017 에프티아일랜드 시즌그리팅 (Japan Ver.)
- 2017 씨엔블루 시즌그리팅 (Japan Ver.)
- 2017 AOA 시즌그리팅 (Japan Ver.)
- 2017 에프티아일랜드 시즌그리팅
- 2017 씨엔블루 시즌그리팅
- 2016 슈퍼주니어 & 슈퍼주니어-M 시즌그리팅
- 2016 EXO 시즌그리팅 (Global Ver.)
- 2016 EXO 시즌그리팅 (China Ver.)
- 2016 샤이니 시즌그리팅
- 2016 인피니트 시즌그리팅
- 2016 소녀시대 시즌그리팅
- 2016 레드벨벳 시즌그리팅
- 2016 동방신기 시즌그리팅
- 2016 f(x) 시즌그리팅
- 2015 슈퍼주니어 & 슈퍼주니어-M 시즌그리팅
- 2015 인피니트 시즌그리팅
- 2015 소녀시대 시즌그리팅
- 2015 샤이니 시즌그리팅
- 2015 EXO 시즌그리팅 (Global Ver.)
- 2015 EXO 시즌그리팅 (China Ver.)
- 2015 동방신기 시즌그리팅

### 드라마 사업
옛 FNC애드컬처 시절부터 이어진 사업. FNC엔터테인먼트가 보유 지분을 매각한 이후 FNC스토리로 이관되었다.
| 년도        | 제목                | 회로망       |
| ----------- | ------------------- | ------------ |
| 2015년      | 후아유 - 학교 2015  | KBS2         |
| 2016년      | 클릭 유어 하트      | MBC 에브리 1 |
| 2016년      | 백희가 돌아왔다     | KBS2         |
| 2017년      | 언니는 살아있다     | SBS TV       |
| 2017년      | 마이 온리 러브송    | 넷플릭스     |
| 2017년      | 달콤한 원수         | SBS TV       |
| 2017년      | 란제리 소녀시대     | KBS2         |
| 2018~2019년 | 황후의 품격         | SBS TV       |
| 2019년      | 네 맛대로 하는 연애 | 올레tv       |